# Ancteville
Ancteville era un comune francese di 240 abitanti situato nel dipartimento della Manica nella regione della Normandia.
Il 1º gennaio 2019, i comuni di Ancteville, La Ronde-Haye, Le Mesnilbus, Saint-Aubin-du-Perron, Saint-Michel-de-la-Pierre, Saint-Sauveur-Lendelin e Vaudrimesnil si sono fusi per formare il nuovo comune di Saint-Sauveur-Villages.

## Società

### Evoluzione demografica
Abitanti censiti